# Economie di scopo
Per economie di scopo (dall'inglese economies of scope), si intende il risparmio derivante dalla produzione congiunta di prodotti diversi o con il perseguimento di obiettivi diversi con i medesimi fattori produttivi (stesse risorse, stessi impianti, stesso know-how). Lo stesso concetto è anche più correttamente tradotto con le espressioni "economie di diversificazione". La traduzione letterale, ed utilizzata da alcuni testi di economia aziendale, è "economie di raggio d'azione" o "economie di ampiezza" o ancora "economie di gamma".

## Descrizione
Ad esempio ipotizzando di avere un impianto  petrolifero che può produrre allo stesso tempo benzina (prodotto x) e gasolio (prodotto y), le economie di scopo saranno tali che il costo della produzione congiunta dei due prodotti sarà inferiore alla somma dei costi della produzione disgiunta di ognuno di essi, cioè C(x,0)+C(0,y)>C(x,y)
Capacità di generare a basso costo un incremento del fatturato grazie a nuovi prodotti (diversificazione della gamma produttiva), attraverso una migliore utilizzazione delle risorse già disponibili, utilizzando essenzialmente le "competenze distintive" dell'impresa, vale a dire le competenze lavorative e manageriali accumulate nel tempo da quella impresa. In sintesi, una diversificazione basata sulle conoscenze acquisite. Per esempio, chi sa ben produrre calzature da uomo (linea della gamma) può saper facilmente progettare e produrre calzature da bambino, da donna, da lavoro (altre linee della gamma, cioè diversificazione), senza ricorrere a nuove competenze esterne (costi). Il minor costo delle linee aggiuntive rispetto al costo che dovrebbe essere sostenuto da un concorrente per una produzione ex-novo delle linee aggiuntive si deve alle "economie di scopo" derivanti dalle "competenze distintive". 
Si parla anche di economie che derivano dalla diversificazione dell'attività aziendale ovvero dall'ampliamento del raggio di azione dell'impresa.
Le economie di scopo si originano in differenti situazioni:
- la produzione congiunta di due beni consente l'utilizzo completo di risorse materiali che rimarrebbero sotto utilizzate
- un determinato processo produttivo realizza congiuntamente due o più prodotti secondo rapporti relativamente fissi
- le conoscenze produttive sviluppate da un'impresa o anche l'immagine conquistata per un certo prodotto risultano utilizzabili vantaggiosamente per altri tipi di prodotti

Riassumendo, si può dire che le economie di scopo si determinano ogni qualvolta esista o si possa ottenere un qualsiasi tipo di sinergia dalla produzione congiunta di due prodotti diversi.